# Suchanowka
Suchanowka (ros. Сухановская особорежимная тюрьма, oficjalnie: "Obiekt Specjalny Nr 110", ros. Спецобъект № 110) – specjalne więzienie śledcze NKWD utworzone w 1938 roku w celu przetrzymywania "szczególnie groźnych wrogów władzy radzieckiej" w pobliżu miasta Widnoje koło Moskwy, na terenie dawnego klasztoru św. Katarzyny (ros. Свято-Екатерининский монастырь), od 1946 roku użytkowane przez Ministerstwo Bezpieczeństwa Państwowego ZSRR (MGB), a od 1954 roku przez KGB. W 1958 roku obiekt przekształcono w szpital więzienny, a w 1992 roku zwrócono Rosyjskiemu Kościołowi Prawosławnemu. Po tej dacie monaster został restytuowany. Nazwa więzienia pochodzi od XVIII-wiecznego zespołu dworskiego Suchanowo, położonego niedaleko klasztoru.
Suchanowka była uważana za najcięższe więzienie NKWD ze względu na stosowanie tortur w czasie prowadzonych tam śledztw. Niektóre pokoje przesłuchań zostały wyposażone w specjalne urządzenia do tortur. Więzienie było przeznaczone dla ok. 150–160 więźniów. Wśród funkcjonariuszy NKWD przesłuchujących więźniów w okrutny sposób był m.in. Bogdan Kobułow, w 1953 roku skazany na śmierć i rozstrzelany.
W okresie Wielkiej Czystki w latach 30. XX wieku w Suchanowce więziono m.in. Dmitrija Bystrolotowa, Michaiła Trillisera, Michaiła Frinowskiego i ludowego komisarza bezpieczeństwa państwowego Nikołaja Jeżowa, aresztowanego w 1939 roku. Ok. trzech tygodni spędził w niej aresztowany pisarz Isaak Babel, po czym został przewieziony do więzienia na Łubiance. Przebywał tam również reżyser teatralny Wsiewołod Meyerhold. Jednym z nielicznych znanych więźniów, którzy przeżyli pobyt w Suchanowce i nie zapadli na chorobę psychiczną był Alexander Dolgun, pracownik ambasady amerykańskiej w Moskwie aresztowany w 1948 roku przez funkcjonariuszy Ministerstwa Bezpieczeństwa Państwowego ZSRR. Urządzenia do tortur zdemontowano i zniszczono na podstawie tajnego rozkazu nr 0068 z 4 kwietnia 1953 roku.